# Garreta fastiditus
Garreta fastiditus är en skalbaggsart som beskrevs av Edgar von Harold 1867. Garreta fastiditus ingår i släktet Garreta och familjen bladhorningar. Inga underarter finns listade i Catalogue of Life.